# She’s My Baby (Traveling-Wilburys-Lied)
She’s My Baby (englisch sinngemäß für: „Sie ist meine Freundin“) ist ein Lied der Traveling Wilburys, das diese 1990 für ihr zweites Album Traveling Wilburys Vol. 3 aufnahmen und das im November 1990 als Single A-Seite ausgekoppelt wurde.

## Hintergrund
She’s My Baby ist das Eröffnungslied des Albums Traveling Wilburys Vol. 3 und wurde von den vier Mitgliedern der Traveling Wilburys geschrieben, die auch jeweils Zeilen des Liedes singen.
Gary Moore spielte unter dem Pseudonym Ken Wilbury ein Gitarrensolo. Im November 2012 sagte Jeff Lynne über dessen Teilnahme: „Gary [Moore] war damals mit George befreundet, so wurde er eingeladen. Natürlich kenne ich ihn auch ein bisschen und er war ein wirklich netter Kerl. Und wir haben ihn nur aufgenommen, weil wir in Georges Haus arbeiteten und er zu der Zeit nicht weit entfernt wohnte. Er kam nur eines Tages herein und überspielte seine Gitarre.“
Der Text von She’s My Baby ist ein simples Liebeslied, das die Bewunderung über eine Frau ausdrückt, so lautet die zweite Strophe: „Sie kann einen LKW fahren, Sie kann einen Zug fahren, Sie kann sogar ein Flugzeug fliegen, Sie ist so schön anzusehen im Regen. Sie ist mein Baby.“
Ursprünglich war es geplant She’s My Baby als erste Singleauskopplung aus dem Album Traveling Wilburys Vol. 3 auch in den USA zu veröffentlichen, letztendlich entschied sich die Tonträgergesellschaft dagegen und so wurde in den USA lediglich eine Promotionsingle veröffentlicht.

## Aufnahme
Die Aufnahmen für She’s My Baby fanden zwischen März und Mai 1990 in einem privaten Haus in Los Angeles, Bel Air, Kalifornien, das kurzfristig zu einem Studio eingerichtet wurde, statt. In George Harrisons Friar Park Studio, Henley on Thames (F.P.S.H.O.T.), Oxfordshire wurde She’s My Baby im Juli 1990 fertiggestellt. Ausführende Produzenten des Liedes waren Jeff Lynne und George Harrison. Toningenieur war Richard Dodd.
Besetzung:
- Spike Wilbury (George Harrison): Gesang, Akustikgitarre, E-Gitarre, Mandoline
- Boo Wilbury (Bob Dylan): Gesang, E-Gitarre
- Clayton Wilbury (Jeff Lynne): Gesang, E-Gitarre, E-Bass, Keyboard
- Muddy Wilbury (Tom Petty): Gesang, E-Gitarre
- Buster Sidebury (Jim Keltner): Schlagzeug, Perkussion
- Ken Wilbury (Gary Moore): E-Gitarre
- Jim Horn: Saxofon
- Ray Cooper: Perkussion

## Musikvideo
Zeitgleich zum Erscheinen von She’s My Baby wurde ein Musikvideo, das im Oktober 1990 unter der Regie von David Leland entstand, veröffentlicht. Das Video beginnt und endet mit den vier Traveling Wilburys, wie sie bei starken Regen in einem kleinen Auto fahren. Anschließend spielen die vier Gruppenmitglieder und der Schlagzeuger Jim Keltner, das Lied. In einem Ausschnitt fährt Bob Dylan Fahrrad.
George Harrison sagte im Oktober 1990 über die Abwesenheit von Gary Moore im Video: „Das ist Ken Wilbury. Ich hoffe, er hört zu. Nun, Ken Wilbury, du bist ein sehr ungezogener Junge. Du hast nicht in dem Video gespielt, aber wir lieben ihn trotzdem. Er ist ein ausgezeichneter Gitarrist.“

## Veröffentlichung
- Am 29. Oktober 1990 wurde in Großbritannien und am 6. November 1990 in den USA das Album Traveling Wilburys Vol. 3 veröffentlicht, auf dem sich She’s My Baby befindet.
- Die erste Singleauskopplung war She’s My Baby / New Blue Moon (Instrumental Version),[4] sie erschien am 5. November 1990 in Großbritannien und Deutschland, in den USA wurde sie nur als Promo-Single veröffentlicht.[5] In Europa wurde zusätzlich noch eine 5″-CD[6] /12″-Vinyl-Maxi-Single:[7] She’s My Baby / New Blue Moon (Instrumental Version) / Runaway veröffentlicht.
- Am 11. Juni 2007 erschien das remasterte Kompilationsalbum The Traveling Wilburys Collection auf dem sich auch She’s My Baby befindet.

## Chartplatzierungen
Die Single konnte sich in Großbritannien auf Rang 79 platzieren.

## Coverversionen
Es gibt mindestens zwei bekannte Coverversionen von She’s My Baby.